# 维本苑交叉口站
维本苑交叉口站（丹麥語：Vibenshus Runddel Station）是哥本哈根地铁的一个地下车站。位于丹麦首都哥本哈根厄斯特布罗区狩猎路和北大街交口处的维本苑交叉口地下。由且仅由哥本哈根地铁3号线（城市环线）使用。属于第2收费区。 主入口位于维本苑交叉口，另外还在其它方向设有次入口。车站的主色调为黄色、绿色、蓝色、红色、橙色相间，参考了附近的“大众公园”。
2010年，相关考古及管线迁移工作开始进行。2012年，主体工程开工。2019年9月29日，随哥本哈根地铁3号线其余16座车站一同启用。

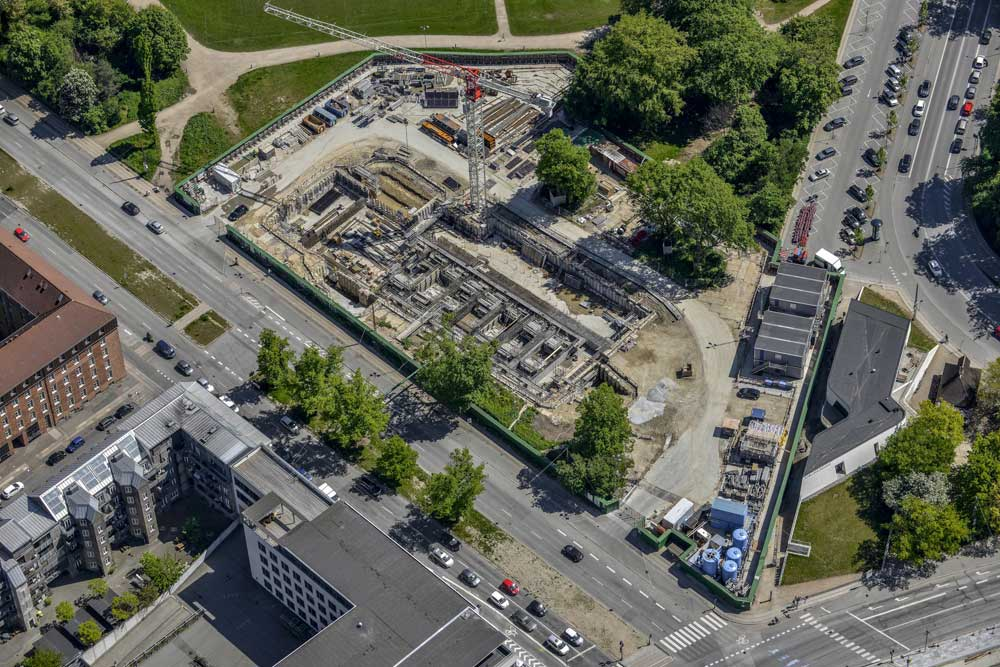
建设中的本站

| 上一站                 | 哥本哈根地铁 | 下一站          |
| ---------------------- | ------------ | --------------- |
| 保尔·汉宁森广场站 环线 | 3号线        | 盾牌广场站 环线 |